# 福重出入口

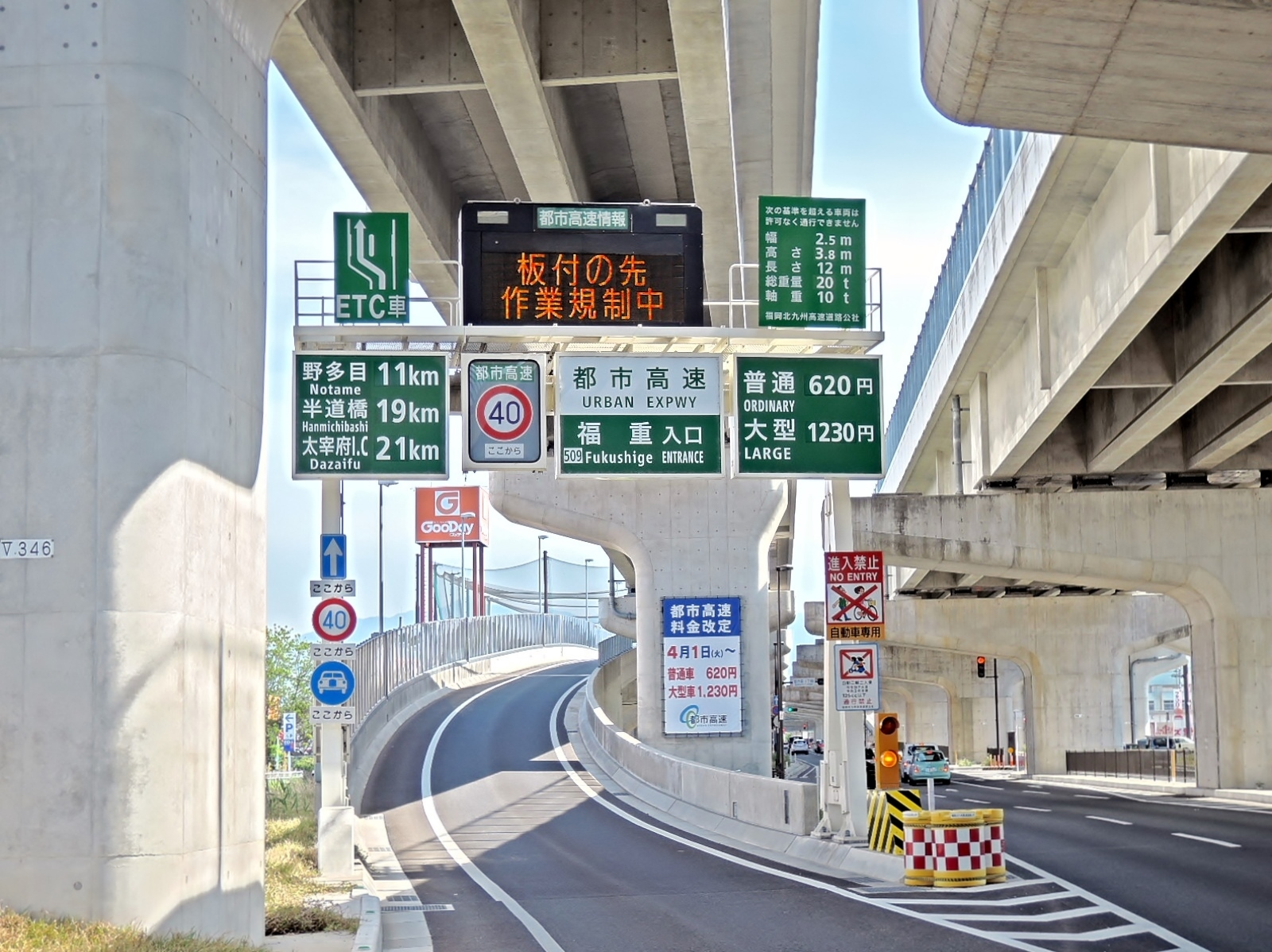
福岡高速道路環状線内回り福重入口。太宰府、板付方面へ

福重出入口（ふくしげでいりぐち）は、福岡高速道路環状線の出入口である。福岡県福岡市西区にある。なお、入口は西区橋本1丁目にあるが、「福重入口」とされており、これは石丸入口/福重出口 (北)の場合とは異なっている。

## 沿革
- 2011年2月26日 - 野芥出入口-福重出入口間開通に伴い供用開始。

## 料金所

### 野多目方面
- ブース数：2
  - ETC専用：1
  - 一般：1

## 周辺
- 壱岐公園
- 壱岐団地
- イオン福重店

## 注意点
このランプは、月隈JCT方面への入口と、月隈JCT方面からの出口である。
千鳥橋JCT方面へは石丸入口を、西九州自動車道（福岡前原有料道路）へは拾六町ICを利用の事。

## 隣
福岡高速環状線
(507,508)野芥出入口 - (509)福重出入口 - 福重JCT